# Chuari Khas
Chuari Khas è una suddivisione dell'India, classificata come nagar panchayat, di 3.016 abitanti, situata nel distretto di Chamba, nello stato federato dell'Himachal Pradesh. In base al numero di abitanti la città rientra nella classe VI (meno di 5.000 persone).

## Geografia fisica
La città è situata a 32° 25' 60 N e 76° 1' 0 E e ha un'altitudine di 1.201 m s.l.m..

## Società

### Evoluzione demografica
Al censimento del 2001 la popolazione di Chuari Khas assommava a 3.016 persone, delle quali 1.579 maschi e 1.437 femmine. I bambini di età inferiore o uguale ai sei anni assommavano a 356, dei quali 192 maschi e 164 femmine. Infine, coloro che erano in grado di saper almeno leggere e scrivere erano 2.284, dei quali 1.285 maschi e 999 femmine.